# هخستر
هخستر (به آلمانی: هوکستر) یک شهر در آلمان است که در هخستر واقع شده‌است.

## خصوصیات
هخستر ۳۱٬۵۷۱ نفر جمعیت دارد.

## خواهرخوانده
شهرهای سادبوری، سافک و Corbie خواهرخوانده‌های هخستر هستند.